# Nellie McClung
Nellie Letitia McClung (Chatsworth, 20 de outubro de 1873 - Vitória,1 de setembro de 1951) foi uma escritora, política e ativista social canadense, considerada uma das sufragistas mais proeminentes do Canadá. Ela começou sua carreira literária com o livro Sowing Seeds in Danny, de 1908, e acabaria publicando dezesseis livros, incluindo duas autobiografias. Desempenhou um papel de liderança no movimento pelo sufrágio feminino no Canadá, ajudando na conquista do direito de voto pelas mulheres em Alberta e Manitoba em 1916. McClung foi eleita para a Assembleia Legislativa de Alberta em 1921, onde atuou até 1926.
Como membro do Famous Five, ela foi uma das cinco mulheres que levaram o Caso das Pessoas primeiro à Suprema Corte do Canadá e depois ao Comitê Judicial do Conselho Privado, pelo direito das mulheres de servir no Senado do Canadá. McClung foi a primeira mulher nomeada para o conselho da Canadian Broadcasting Corporation em 1936. Serviu como delegada da Liga das Nações em Genebra, Suíça, em 1938.

## Primeiros anos

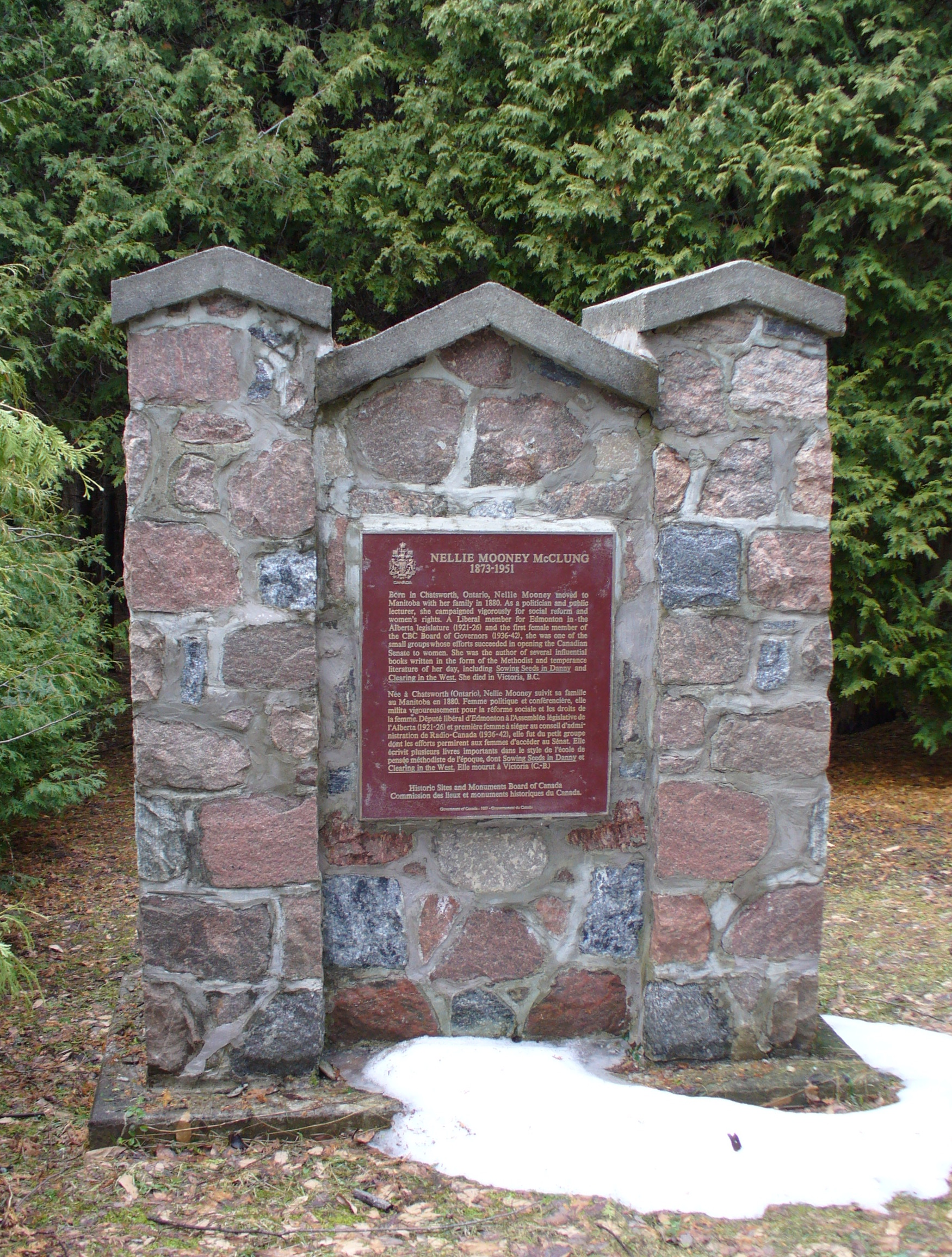
Placa histórica sobre McClung, localizada ao sul de Chatsworth

McClung nasceu Nellie Letitia Mooney em 20 de outubro de 1873, em Chatsworth, Ontário, sendo a caçula dos seis filhos de John e Letitia Mooney (nascida McCurdy). Seu pai havia adquirido 60 hectares de terras em Chatsworth, mas o solo não era de boa qualidade e a família lutava para sobreviver. Em 1880, quando Nellie tinha sete anos, eles se mudaram para o vale do rio Souris, duzentos quilômetros a oeste de Winnipeg.
Nellie se formou na Manitoba Normal School quando tinha dezesseis anos. Depois de receber seu certificado de professora, conseguiu um cargo em Hazel, Manitoba, ganhando um salário de 40 dólares por mês. Depois de lecionar por dezoito meses em Hazel, se mudou para Manitou.
Enquanto lecionava em Manitou, ela morou com a família McClung. Ficou encantada com a Sra. Annie E. McClung, uma sufragista e presidente provincial da Woman's Christian Temperance Union. Nellie afirmou que a Sra. McClung era a única mulher que ela conheceu que gostaria de ter como sogra. Nellie se casou com o filho da Sra. McClung, Robert Wesley, em agosto de 1896. Eles tiveram cinco filhos entre 1897 e 1911. Ela esteve envolvida em muitas organizações locais, incluindo a WCTU, a Methodist Ladies' Aid, a Epworth League e a Home Economics Association.

## Carreira
A família McClung enfrentou dificuldades financeiras a partir de 1905, quando Wesley vendeu sua farmácia. Para ajudar a complementar sua renda, Nellie procurou um trabalho de redação remunerada, escrevendo contos para revistas. Ela publicou seu primeiro romance, Sowing Seeds in Danny, em 1908. O livro se tornou um best-seller, vendendo 100 mil cópias no Canadá e nos Estados Unidos e rendendo a McClung $ 25 mil. Com o sucesso de seu livro, McClung foi convidada para falar em eventos em Manitoba e Saskatchewan, lançando sua carreira como oradora pública.

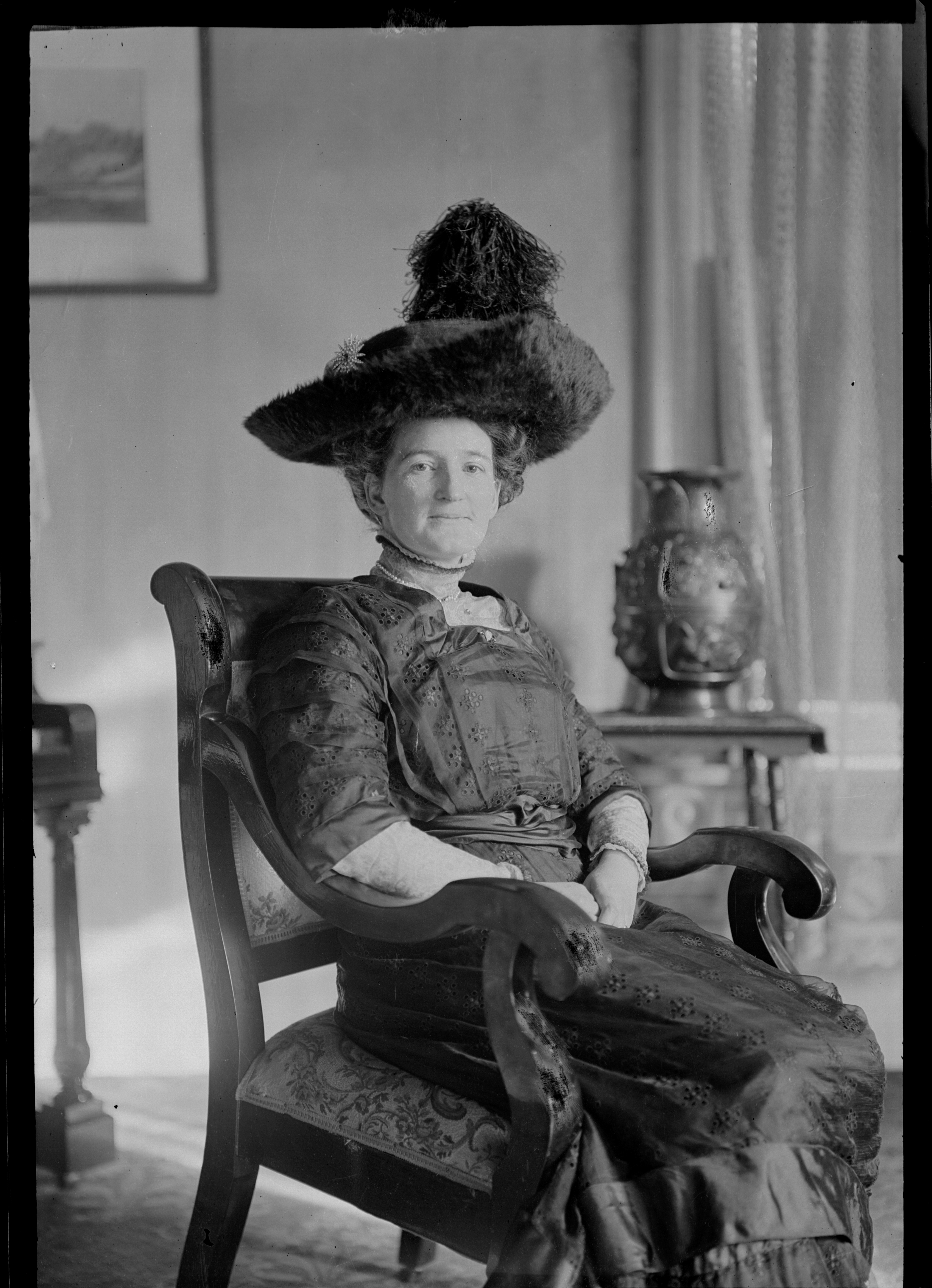
McClung em 1910

O segundo livro de McClung, A Second Chance, foi publicado em 1910. A essa altura, sua reputação de oradora havia chegado a Ontário, e ela embarcou em uma excursão pela província, com paradas em Whitby, Hamilton, Peterborough, Kingston, Waterloo e Toronto. Suas palestras foram bem recebidas, com o Hamilton Herald relatando que ela "levou seu público de assalto". McClung escreveria mais três livros ao longo da década de 1910, incluindo In Times Like These, que foi considerado uma declaração importante da primeira onda do feminismo. Ao longo de sua carreira, McClung escreveu dezesseis livros, incluindo duas autobiografias e muitos poemas, contos e artigos de jornal.
Em 1911, os McClungs mudaram-se para Winnipeg, onde Wesley recebeu a oferta de um cargo como corretor de seguros. No ano seguinte, McClung e quatorze outras mulheres formaram a Liga da Igualdade Política das Mulheres, uma organização focada no sufrágio feminino. Em 1914, a liga fez uma petição ao primeiro-ministro conservador de Manitoba, Rodmond Roblin, pelo direito de voto das mulheres, mas seu pedido foi negado. No dia seguinte, a Liga da Igualdade Política encenou um "Mock Parliament" no Teatro Walker, com seus membros imitando os ministros do governo. McClung fez o papel de Roblin e repetiu muitos dos argumentos que o Premier havia feito no dia anterior:
O homem foi feito para algo mais elevado e melhor do que votar... Os homens foram feitos para sustentar famílias... Devo chamar o homem para longe do útil arado e grade para falar alto nas esquinas sobre coisas que não lhe dizem respeito? A política perturba os homens, e os homens instáveis significam contas incertas — móveis quebrados e votos quebrados — e divórcio... Quando você pede o voto, está me pedindo para acabar com lares felizes e pacíficos — para destruir vidas inocentes.
McClung fez campanha para o Partido Liberal de Manitoba nas eleições gerais de 1914 e 1915. Os McClungs mudaram-se para Edmonton, Alberta, depois que Wesley recebeu uma promoção. O Partido Liberal venceu a eleição de 1915 com uma vitória esmagadora, e Manitoba se tornou a primeira província do Canadá a conceder às mulheres o direito de voto em janeiro de 1916 sob o novo governo liberal, exatamente dois anos depois que a Liga da Igualdade Política fez uma petição ao Premier Roblin.
Em Alberta, McClung continuou a lutar pela temperança, saúde e direitos das mulheres. Na eleição geral de 1921, ela foi eleita para a Assembleia Legislativa de Alberta pelo distrito eleitoral de Edmonton como membro do Partido Liberal. McClung foi uma das duas mulheres eleitas, sendo a outra Irene Parlby, membro do United Farmers. O United Farmers of Alberta formou o governo, com 38 dos 61 assentos possíveis. McClung frequentemente rompia fileiras com o Partido Liberal para apoiar a legislação mais socialmente progressista dos United Farmers, trabalhando com Parlby em resoluções que beneficiavam as mulheres. McClung concorreu ao cargo novamente nas eleições gerais de 1926 pelo distrito eleitoral de Calgary, mas perdeu por 60 votos.
McClung foi uma das cinco mulheres, junto com Irene Parlby, Henrietta Muir Edwards, Emily Murphy e Louise McKinney, que apresentou uma petição em 1927 para esclarecer o termo "pessoas" na Lei Britânica da América do Norte de 1867 e determinar a elegibilidade de mulheres para servir no Senado do Canadá. O caso, chamado Edwards v Canadá (também conhecido como Caso das Pessoas), foi levado à Suprema Corte do Canadá, que determinou que as mulheres não eram "pessoas qualificadas" e, portanto, não eram elegíveis para servir no Senado. A decisão foi apelada ao Comitê Judicial do Conselho Privado, que na época era o mais alto tribunal do Canadá. Em 1929, o Comitê Judicial anulou a decisão da Suprema Corte, e a primeira mulher, Cairine Wilson, foi nomeada para o Senado no ano seguinte.
McClung foi nomeada para o conselho da Canadian Broadcasting Corporation (CBC) em 1936 pelo primeiro-ministro William Lyon Mackenzie King, a primeira mulher a servir em seu conselho. King a convidou em 1938 para servir como delegada na Liga das Nações em Genebra. McClung sentiu que a Liga estava "atolada por disputas sem propósito e discursos vazios", e que muitos delegados se preocupavam mais em obter crédito do que em trabalhar para um objetivo significativo.

## Últimos anos e morte
McClung mudou-se para Vitória, Colúmbia Britânica, em 1933, onde viveu pelo resto de sua vida. Sua saúde piorou no final da década de 1930, tendo sofrido um ataque cardíaco em 1940, enquanto participava de uma reunião do conselho da CBC em Ottawa, o que dificultou a viagem. Ela continuou contribuindo para o conselho por meio de correspondência até sua renúncia em 1942. Ela publicou o segundo volume de sua autobiografia, The Stream Runs Fast, em 1945. McClung morreu em 1º de setembro de 1951, aos 77 anos.

## Visão
McClung, como outros membros do Famous Five, era uma feminista maternal. Via as mulheres como "moralmente superiores" aos homens e não achava que os papéis tradicionais de gênero deveriam ser mudados. Seu livro In Times Like These (1915) argumentou que as mulheres tinham um instinto materno biológico que as tornava mais adequadas para a política do que os homens, afirmando que "os homens fazem feridas e as mulheres as tratam". Em 1916, pediu que o sufrágio fosse concedido primeiro às mulheres canadenses e inglesas, embora tenha retirado sua sugestão quando Francis Marion Beynon criticou sua visão no The Grain Growers' Guide.
McClung era uma defensora do movimento eugenista em Alberta. Ela apoiou a Lei de Esterilização Sexual, que permitia que "deficientes mentais" fossem esterilizados por recomendação do Conselho de Eugenia de Alberta. A Lei resultou na esterilização de mais de 2.800 pessoas desde que entrou em vigor em 1928 até que foi revogada em 1972.

## Legado

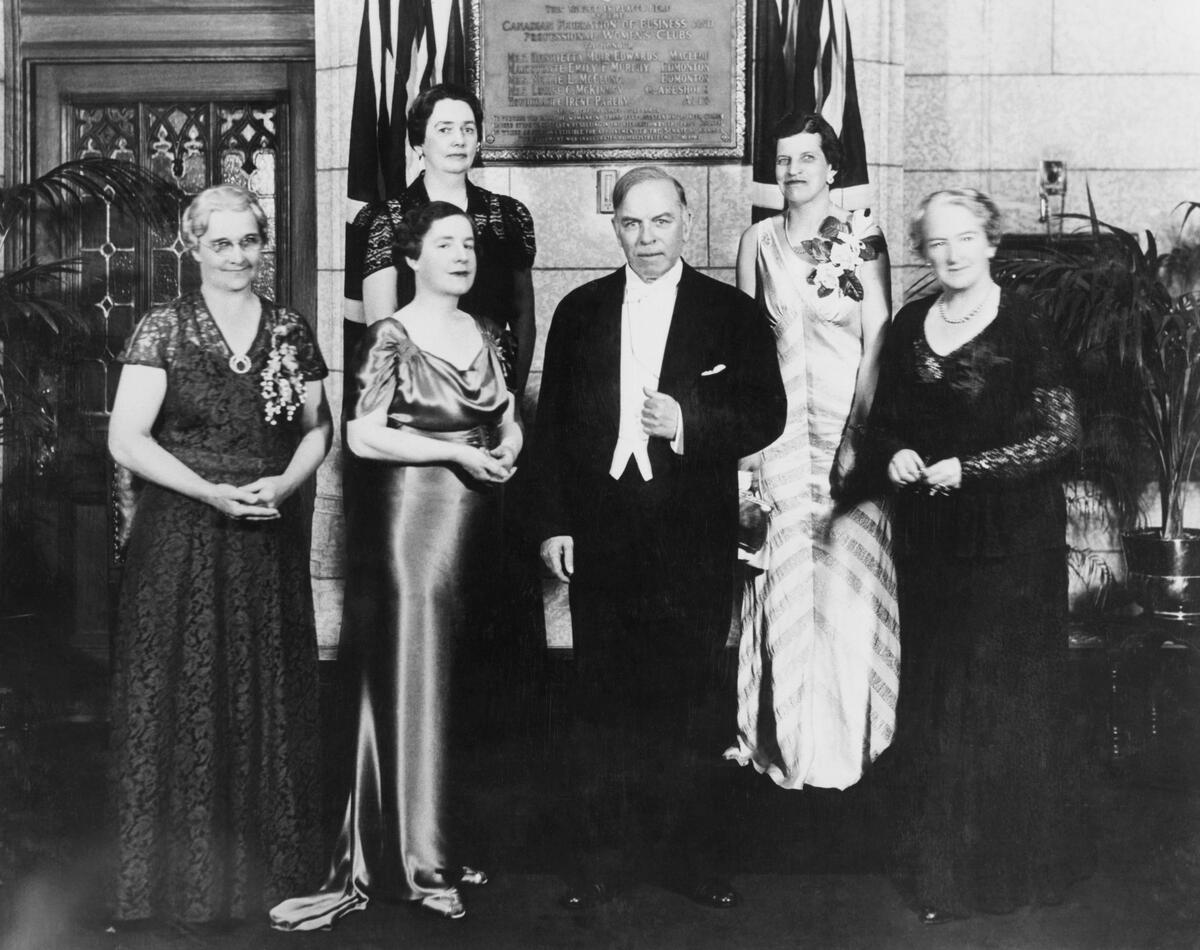
Mackenzie King inaugurando placa para os Valiant Five no Caso Pessoas

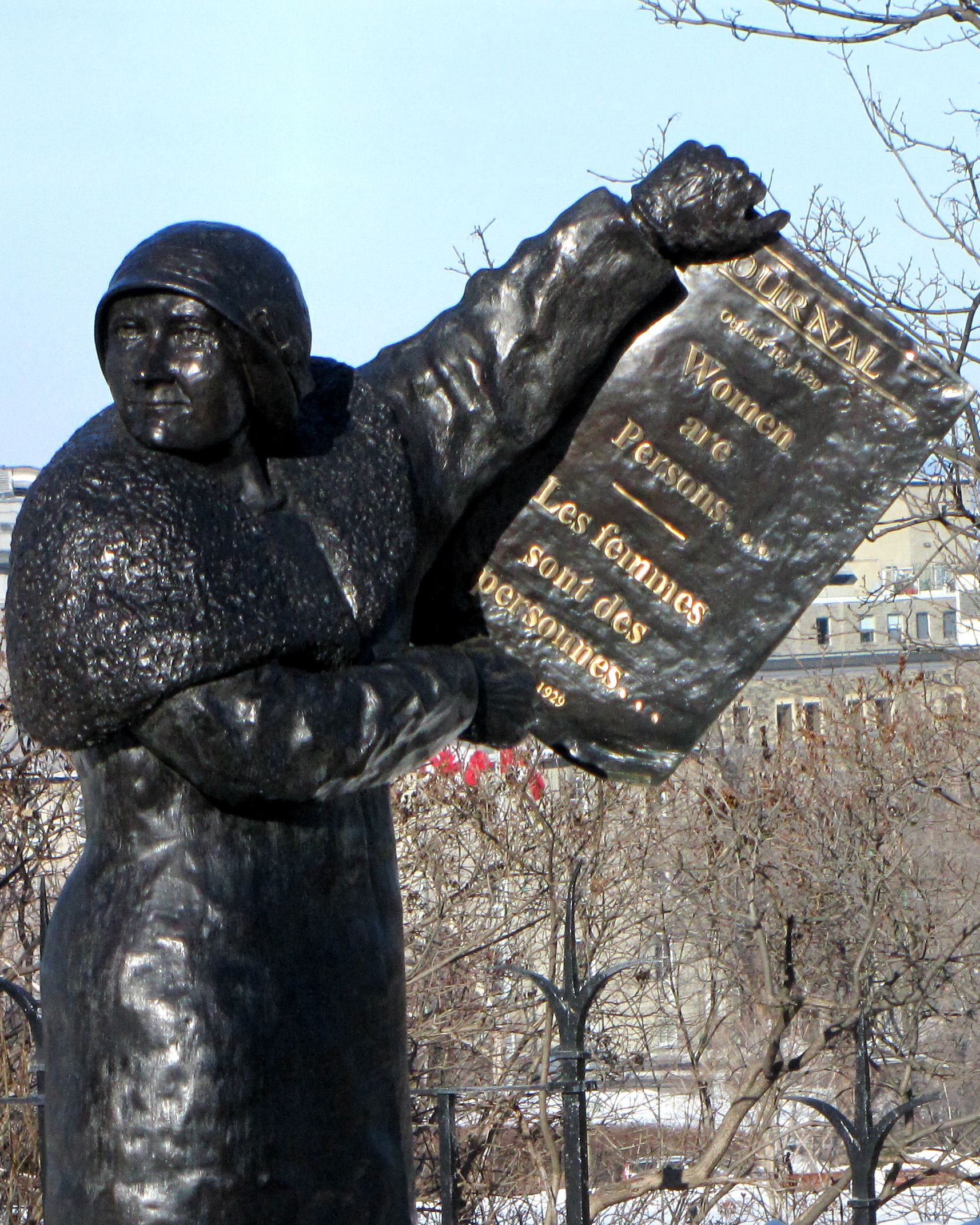
McClung na estátua Famous Five em Parliament Hill em Ottawa

Em 1954, McClung foi nomeada Pessoa de Importância Histórica Nacional pelo governo do Canadá. Uma placa comemorativa de McClung está localizada em Chatsworth, Ontário. Em 29 de agosto de 1973, McClung e as outras quatro mulheres que estavam envolvidas no Caso das Pessoas foram homenageadas com um selo de 8 centavos. Além disso, o Caso das Pessoas foi reconhecido como um evento histórico nacional em 1997. Em outubro de 2009, o Senado do Canadá nomeou Nellie McClung e o restante das Cinco "senadoras honorárias" do Canadá.
A casa de McClung em Calgary, Alberta, sua residência de 1923 a meados da década de 1930, ainda existe e é designada como patrimônio. Duas outras casas nas quais McClung morava foram transferidas para o Museu Archibald perto de La Rivière, Manitoba, no Município Rural de Pembina, antes de serem transferidas de volta para Manitou em 2017, após o fechamento do museu. As casas são abertas ao público. A residência da família McClung em Winnipeg também é um local histórico.

## Obra

### Ficção
- Sowing Seeds in Danny. Toronto: William Briggs. 1908
- The Second Chance. New York: Doubleday, Page & Co. 1910
- The Black Creek Stopping House: And Other Stories. Toronto: William Briggs. 1912
- Purple Springs. Boston and New York: Houghton Mifflin. 1922
- When Christmas Crossed 'The Peace'. Toronto: Thomas Allen. 1923
- Painted Fires. Toronto: Thomas Allen. 1925
- All We Like Sheep. Toronto: Thomas Allen. 1926
- Be Good to Yourself: A Book of Short Stories. Toronto: Thomas Allen. 1930
- Flowers for the Living. Toronto: Thomas Allen. 1931

### Não-ficção
- In Times Like These. Toronto: McLeod & Allen. 1915
- The Next of Kin. [S.l.]: Houghton Mifflin. 1917
- Three Times and Out: A Canadian Boy's Experience in Germany. Boston and New York: Houghton Mifflin. 1918
- Clearing in the West: My Own Story. Toronto: Thomas Allen. 1935
- Leaves from Lantern Lane. Toronto: Thomas Allen. 1936
- Before They Call ... (pamphlet). [S.l.]: Board of Home Missions, United Church of Canada. 1937
- More Leaves from Lantern Lane. Toronto: Thomas Allen. 1937
- The Stream Runs Fast. Toronto: Thomas Allen. 1945

### Impressa
- Davis, Marilyn; Hallett, Mary (1993). Firing the heather: the life and times of Nellie McClung. Saskatoon: Fifth House. ISBN 978-1-895-61843-3. OCLC 28024663
- Devereux, Cecily (2006). Growing a Race: Nellie L. McClung and the Fiction of Eugenic Feminism. Montreal: McGill–Queen's University Press. ISBN 978-0-773-57304-8. OCLC 5339206989
- Devine, Heather (2017). Finding Directions West: Readings that Locate and Dislocate Western Canada's Past. Calgary: University of Calgary Press. ISBN 978-1-552-38880-8. OCLC 968345358
- Fiamengo, Janice (1999). «A Legacy of Ambivalence: Responses to Nellie McClung». Journal of Canadian Studies. 34 (4): 70–87. OCLC 5226215524. doi:10.3138/jcs.34.4.70. Predefinição:Project MUSE
- Fiamengo, Janice (2002). «Rediscovering Our Foremothers Again: The Racial Ideas of Canada's Early Feminists, 1885-1945». Essays on Canadian Writing. 75: 85–117. OCLC 5365418657. eISSN 0316-0300. ProQuest 197247657
- Forster, Merna (2004). 100 Canadian Heroines: Famous and Forgotten Faces. Canada: Dundurn Press. ISBN 978-1-459-71431-1. OCLC 56318568
- Gray, Charlotte (2008). Extraordinary Canadians: Nellie McClung. Toronto: Penguin Group. ISBN 978-0-143-18367-9. OCLC 213400806
- Hancock, Carol (1996). Nellie McClung: no small legacy. [S.l.]: Northstone Publishing Inc. ISBN 978-1-551-45084-1. OCLC 35638938
- MacEwan, Grant (1975). And mighty women too: stories of notable western Canadian women. Saskatoon: Western Producer Prairie Books. ISBN 978-0-919-30665-3. OCLC 2464027
- Macpherson, Margaret (2003). Nellie McClung: voice for the voiceless. Montreal: XYZ Publishing. ISBN 978-1-894-85204-3. OCLC 288125189
- McLaren, Angus (1990). Our own master race: eugenics in Canada, 1885-1945. Toronto: McClelland & Stewart. ISBN 978-0-771-05544-7. OCLC 904376856
- Millar, Nancy (1999). The famous five: Emily Murphy and the case of the missing persons. Cochrane: The Western Heritage Centre. ISBN 978-0-968-59620-3. OCLC 45224169
- Savage, Candace (2014). Our Nell: a scrapbook biography of Nellie L. McClung. Halifax: Formac Publishing Company Limited. ISBN 978-1-459-50317-5. OCLC 6257956
- Sharpe, Robert; McMahon, Patricia (2007). The Persons Case: The Origins and Legacy of the Fight for Legal Personhood. [S.l.]: University of Toronto Press. ISBN 978-1-442-68498-0. OCLC 743371175
- Sharpe, Sydney (1994). The gilded ghetto: women and political power in Canada. Toronto: HarperCollins. ISBN 978-0-002-55276-9. OCLC 30073048

### Na Web
- «McClung, Nellie Mooney National Historic Person». Parks Canada. Consultado em 29 de setembro de 2022. Cópia arquivada em 29 de setembro de 2022
- «Nellie Letitia (Mooney) McClung - Celebrating Women's Achievements». Library and Archives Canada. 2 de outubro de 2000. Consultado em 29 de setembro de 2019. Arquivado do original em 24 de novembro de 2019
- «Persons Case National Historic Event». Directory of Federal Heritage Designations. Consultado em 29 de setembro de 2022. Cópia arquivada em 29 de setembro de 2022
- Yang, Jennifer (12 de outubro de 2009). «'Famous Five' named honorary senators». Toronto Star. Consultado em 29 de setembro de 2022. Cópia arquivada em 29 de setembro de 2022
- «Nellie McClung House». Canadian Register of Historic Places. Consultado em 29 de setembro de 2022. Cópia arquivada em 22 de setembro de 2021
- Redekop, Bill (7 de setembro de 2017). «Home, at last». Winnipeg Free Press. Consultado em 29 de setembro de 2022. Cópia arquivada em 20 de agosto de 2022
- «Historic Sites of Manitoba: McClung House (97 Chestnut Street, Winnipeg)». Manitoba Historical Society. Consultado em 29 de setembro de 2021. Cópia arquivada em 3 de fevereiro de 2021
- White, Patrick (23 de abril de 2010). «Human-rights lawyer opposes honour for right-to-vote pioneer Nellie McClung». The Globe and Mail. Consultado em 4 de outubro de 2022. Cópia arquivada em 30 de outubro de 2021
- Adam, Mohammed (27 de outubro de 2016). «Adam: Monuments and mythology – let's not sanitize the past of famous Canadians». Ottawa Citizen. Consultado em 4 de outubro de 2022. Cópia arquivada em 25 de setembro de 2021